# Adelotettix caeruleipennis
Adelotettix caeruleipennis är en insektsart som beskrevs av Bruner, L. 1920. Adelotettix caeruleipennis ingår i släktet Adelotettix och familjen gräshoppor. Inga underarter finns listade i Catalogue of Life.